# Վ
La Վ, minuscolo վ, è la trentesima lettera dell'alfabeto armeno. Il suo nome è վեվ, vev (armeno: [vɛv]).
Rappresenta la consonante fricativa labiodentale sonora [v].

## Codici
- Unicode:
  - Maiuscola Վ : U+054E
  - Minuscola վ : U+057E